# Sommerschafweide auf Hohengreutter
Die Sommerschafweide auf Hohengreutter ist ein vom Landratsamt Münsingen am 31. Mai 1955 durch Verordnung ausgewiesenes Landschaftsschutzgebiet auf dem Gebiet der Stadt Hayingen.

## Lage
Das etwa 4 Hektar große Landschaftsschutzgebiet liegt etwa 2 km südwestlich der Ortslage von Hayingen. Die Fläche ist Teil der Pflegezone des Biosphärengebiets Schwäbische Alb und gehört zum FFH-Gebiet Glastal, Großer Buchwald und Tautschbuch. Es liegt im Naturraum Mittlere Flächenalb.
Geologisch stehen die Formationen des Oberen Massenkalks des Oberjura an.

## Landschaftscharakter
Das Schutzgebiet ist infolge der Nutzungsaufgabe heute weitgehend bewaldet. Reste der früheren Vegetationsstruktur sind im Unterwuchs noch vorhanden. Auch große Weidbuchen erinnern an die Nutzung als Schafweide.